# Santi Carda i Torner
Santi Carda i Torner (Sant Sadurní d'Anoia, 14 d'agost de 1968) és un exjugador d'hoquei sobre patins i empresari català. Ha sigut un dels més grans jugadors de la història amb l'Igualada HC, club amb el qual guanyà sis copes d'Europa. És el màxim golejador de la història del club, amb 501 gols en 12 temporades. El seu palmarès inclou 27 títols en total. Jugà 70 partits amb la selecció espanyola, amb la qual va obtenir la medalla d'argent als Jocs Olímpics de Barcelona l'any 1992.

## Trajectòria
Santi Carda inicià la seva carrera esportiva professional al Club Esportiu Noia l'any 1987, al municipi on va néixer. En aquella temporada guanyà la Recopa d'Europa i la Lliga espanyola. La temporada 1988-89 jugà a l'equip italià del Roller Monza amb el qual guanyà la lliga italiana, la copa italiana, i la copa de la CERS.
L'any 1989 fitxà per l'Igualada HC, club amb el jugà fins al 2001. Jugà com a defensor i es caracteritzà pel seu potent xut, caràcter guanyador i capacitat golejadora. És el màxim golejador de la història del club, amb 501 gols en 12 temporades, 384 en lliga i 127 en copa d'europa. Entre altres títols guanyà 4 lligues i 6 copes d'europa amb l'Igualada, essent protagonista de l'última copa d'Europa contra el Porto jugada a Les Comes, marcant el penal final, així com de la Supercopa d'Europa de l'any 1995 contra el Roller Monza, amb un últim tir increïble en la tanda de penals. Es retirà l'any 2001, i rebé un homenatge el 29 de desembre de 2001 com a jugador mític del club, que consistí en un triangular entre l'Igualada, el Noia Freixenet i un combinat d'exjugadors de l'Igualada multicampió d'Europa, entre ells Joan Ayats, Ramon Peralta, Pep Benito, Xavi Gimeno, Quim López, Dani Viñas, Carles Folguera, Albert Folguera, David Gabaldón, David Busquets i l'entrenador Carlos Figueroa.
L'any 2009 rebé el Premi President Companys atorgat per la Plataforma Pro Seleccions Esportives Catalanes per la seva la defensa de les seleccions esportives catalanes i la seva participació en el primer espot televisiu en favor de l'oficialitat de les seleccions on hi participaren els sis capitans.
A nivell professional, és gerent de Cal Blay, una empresa de càtering i restauració que té la base operativa a Sant Pere de Riudebitlles i la seu a Sant Sadurní d'Anoia, on també hi treballen els seus germans Jordi i Anna. Ha participat en la Unió Empresarial del Penedès, on ha estat vicepresident de Turisme i on fou nomenat president a finals de 2013.

## Palmarès com a jugador
- 6 Copes d'Europa (Igualada HC: 1992-93, 1993-94, 1994-95, 1995-96, 1997-98 i 1998-99)
- 5 Supercopa d'Europa / Copes Continentals (Igualada HC: 1992-93, 1993-94, 1994-95, 1997-98 i 1998-99)
- 1 Recopa d'Europa (CE Noia: 1987-88)
- 1 Copa de la CERS (Hockey Monza: 1988-89)
- 5 OK Lligues / Lligues espanyoles (CE Noia: 1987-88, Igualada HC: 1991-92, 1993-94, 1994-95 i 1996-97)
- 2 Copes del Rei / Copes espanyoles (Igualada HC: 1992 i 1993)
- 4 Lligues catalanes (Igualada HC: 1991-92, 1992-93, 1993-94 i 1998-99)
- 1 Copa italiana (Hockey Monza: 1989)